# 極速快感：熱焰
《極速快感：熱焰》是2019年第四季上市的竞速游戏，由Ghost Games开发，EA在Xbox One、PlayStation 4及Microsoft Windows平台发行。游戏预告片于2019年8月14日公布。遊戲于2019年11月8日全球发布。

## 特点
本作以大都會的街頭賽車為主題。游戏以一个以迈阿密为原型的虚构城市“棕榈城”为开放世界背景，遊戲中玩家必須在白天的速度獵人對決賽中拼盡一切，在競速、甩尾及越野等賽事中爭奪現金獎勵。接著再參加夜晚市區中的地下街頭賽車，將白天辛勞的成果化為晚上的孤注一擲，踏上與市區惡警針鋒相對的刺激旅程。建立自己的聲望，並努力擠進街頭賽車的精英圈。与前作《极品飞车：复仇》不同，本作不包含24小时昼夜循环，但玩家可以在白天和黑夜之间切换。白天，玩家可以参加市內认可的比赛活动，所獲得的奖金可用于购买新车和升级套件。在夜间，玩家可以参加非法街头赛车，獲得声望值提升游戏等级。夜间比赛将吸引棕榈城的警察特遣队的注意，他们的任务是取缔棕榈城的街头赛车，玩家要对抗警察成功逃脱追捕，否則被逮捕後會损失金钱和声望值。
本作包含来自33家制造商的127辆汽车，法拉利在因许可问题而缺席前作后回归。与前作不同，性能升级不再随机出现在开箱子抽卡的Speedcard中，而是通过获得声望和赢得比赛来解锁。本作取消了开箱子系统，然而本作包括一个可获得一台迈凯伦F1和一个可显示地图所有可收集内容的DLC。

## 劇情
玩家（男玩家由安德鲁·劳伦斯配音，女玩家由杰米·格雷·海德配音）抵达棕榈城参加 SpeedHunters Showdown，这是一个包括了白天合法封闭街道赛和夜晚非法开放街头飙车的地域性赛事。弗兰克·默瑟警督是警方高速特遣部队的总负责人，最近宣布他嚴打该市所有的非法开放街头飙车。玩家从卢卡斯·里维埃拉經營的車房购买了第一辆车，他是当地的机械师和前街头赛车手，他也帮助玩家参加他们的第一次比赛并成为其导师。卢卡斯的妹妹安娜·里维埃拉是一名街头赛车手，在警察差点杀死她的一个朋友后，她的车队於最近解散了。
安娜向玩家介绍了“联盟”，这是一个由棕榈城最好的街道赛车手组成的队伍，卢卡斯以前一度差点加入了这个队伍，直到他们的父亲突然去世后，他退出了赛车。安娜和玩家组成了一个新的团队，争取在联盟中的一席之地，直到一次比赛结束后，安娜和玩家遇到了警方特遣部队的肖警官，他扣押了安娜的日产350Z。
在另一场比赛之后，玩家见证了肖与特遣部队三把手伊娃·托雷斯的会面。肖展示了托雷斯车里的几袋钱，这些钱是按照默瑟的命令从街头赛车手那里勒索来的，玩家由此得知肖将自己贪污与销赃得来的赃款全塞在其车尾箱里。托雷斯警告说，默瑟的鲁莽正在危及警方的声誉，安娜亦暗中刮花肖的車子以作報復。随后安娜未经卢卡斯的允许，从卢卡斯的車房偷走了她父亲1967年雪佛兰科迈罗 ，这样她就可以和玩家一起参加开放街头飙车了。豈料街头赛途中安娜被肖追捕，賽事被迫腰斬，玩家撞毀了肖的车子，敲诈得来的钱撒在街上。这一场面引起了公众对特遣部队的怀疑，卢卡斯因安娜偷了他们父亲的车跟她鬧翻。
一个白天，托雷斯联系玩家与安娜见面，承认特遣队是腐败的并透露了扣押车辆的情况，托雷斯告訴玩家和安娜如何進入默瑟的一个仓库，这个仓库充当了一个非法的拆解车间，拆解被高速特遣部队扣押的汽车并准备将这些汽车运出城市。安娜发现她的350Z已经被处理后，找回了它的车牌。
玩家和安娜试图通过一场摊牌事件揭露默瑟，引导警方和当地媒体到他的拆车厂，但默瑟在监控中发现了玩家与安娜的动向，所以赶在被曝光之前把车库腾空并布下埋伏绑架了卢卡斯。玩家和安娜为了救下卢卡斯而选择替代其作为人质被默瑟带走，而逃脱的卢卡斯拦截了警车将玩家和安娜救出，安娜偷走了默瑟的笔记本电脑后三人一同逃跑。在一个藏身处，卢卡斯向安娜承认，他退出街头赛车的原因是他们的父亲听说卢卡斯因赛车被捕而心脏病发作。
安娜和卢卡斯从默瑟的电脑上发送文件到各个媒体，曝光了他的腐败行为并迫使他畏罪潜逃，随后得知默瑟在逃离棕榈城之前正在准备他所拥有的被盗车辆出口。面对一大群警察和街头赛车手，默瑟试图开着一辆宝马M3 GTR逃跑，玩家追逐并撞毁了默瑟的汽车，把他留给托雷斯，默瑟下车后遇到赶来的托雷斯後，试图以利益要脅托雷斯令其放走自己，但托雷斯不为所动并拔出手枪回应他的威胁。
一周后，默瑟被宣布失踪并推定已经死亡。托雷斯已经被提升为特遣部队的领导并宣布承诺结束街头赛车。卢卡斯与安娜和解，玩家把修理完畢的科迈罗駛進車房，並把其车钥匙交给了她。玩家和安娜计划继续进行街头赛车，共同应对任何挑战。

## 开发
该游戏于2019年8月14日发布了前导预告片，随后于8月20日发布了游戏玩法预告片，最终游戏于11月8日发布。游戏没有前代作品的战利品箱系统，唯二可用于游戏的付费DLC是省时包和解锁McLaren F1的小型DLC。
在EA决定缩减开发商Ghost Games的规模后，Criterion Games接手了游戏发布后内容的开发。2020年6月的最后更新启用了 PC、PlayStation 4 和 Xbox One 之间的跨平台游戏，使其成为第一款具有此功能的EA游戏
。

## 评价
根据 Metacritic的整合评论，该游戏获得了“混合或平均”的评价。

### 荣誉
该游戏在Gamescom中获得“最佳赛车游戏”提名, 并在 NAVGTR中被提名并获得“竞速游戏”奖，而其另一项提名则是“原声音乐”。